# Пиркей авот

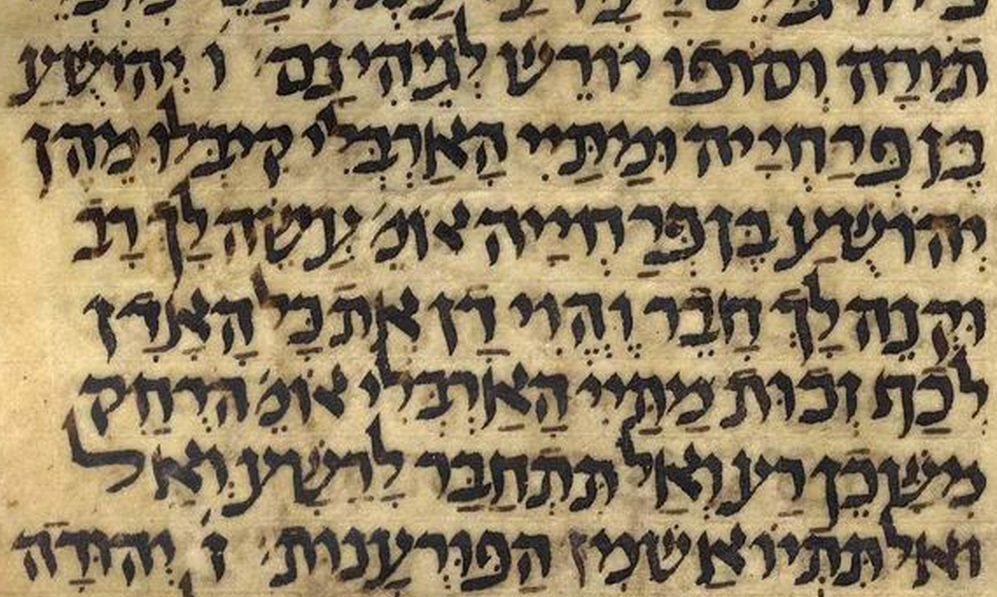
Отрывок из манускрипта Пиркей Авот XII века

«Пиркей авот» (от ивр. פרקי אבות‎ — «главы отцов», «разделы книги»), или «Авот» — трактат Мишны из раздела «Незикин» («Ущербы»). Трактат представляет собой сборник изречений и афоризмов религиозно-нравственного содержания, характеризующих мировоззрение авторов Мишны. Трактат уникален тем, что, в отличие от других трактатов Талмуда, весь состоит из высказываний морально-этического содержания и практически не содержит галахи (религиозных законов).

## Название трактата
Слово авот, буквально означающее «отцы», часто понимается здесь как именование учёных авторитетов (ср. отцы Церкви), из высказываний которых и состоит трактат. Однако это слово в талмудической литературе обычно не используется в качестве почётного обозначения раввинов; оно, как правило, применяется лишь к библейским патриархам-родоначальникам еврейского народа. С другой стороны, однако, слово авот часто употребляется в смысле «основы», «основные категории». Например, этим словом обозначаются основные разновидности запрещённой в субботу работы (אבות מלאכות‎ — «отцы работ») и основные способы причинения вреда (אבות נזיקים‎ — «отцы повреждений»). Руководствуясь таким пониманием, Менахем бен Шломо Меири в своем введении к трактату объясняет его название тем, что здесь содержатся «отцы основ» (אבות היסוד‎) всей существующей мудрости.

## Предмет рассмотрения
Признание морально-этических высказываний в качестве основополагающих вытекает из того уважения, с которым относятся к ним Библия и Талмуд. «Люби ближнего твоего, как самого себя», — гласит Моисеев закон (Лев. 19:18). Талмуд (Шаббат, 31а) приводит слова Гиллеля: «То, что ненавистно тебе, не делай другому, в этом вся Тора. Остальное — комментарии. Иди и учись». Существует высказывание мудрецов: «Нравственность (буквально — „путь земли“) предшествует Торе» (Мидраш «Ваикра Рабба», 9:3). Признание царя Соломона автором философско-этических трактатов (книга Притчей Соломоновых, книга Екклесиаста, книга Премудрости Соломона) и включение их в библейский канон также свидетельствует о том, что евреи того времени придавали большое значение вопросам морали и этики.
Первые главы трактата «Авот» прослеживают непрерывность передачи традиций от откровения на горе Синай вплоть до эпохи таннаев, и таким образом обосновывают авторитет Мишны. Законоучители, начиная с членов Великого Собрания, сохранившие и передавшие далее эту традицию, перечисляются в хронологическом порядке. Наряду с указанием, чьим учеником был данный законоучитель, в трактате приводится его программное высказывание, формулирующее основополагающий принцип или идею, с которой он обратился к своему поколению. В совокупности эти принципы легли в основу фарисейских и таннайских школ и таким образом стали ядром мировоззрения и этики иудаизма. В известной мере «Пиркей авот» представляет собой продолжение литературы мудрости (книг Соломона и Премудрости бен-Сиры), однако резко отличается от них своим религиозным характером и духовным осмыслением действительности.

## Содержание
Трактат «Авот» в Мишне состоит из пяти глав и 98-и параграфов. Он содержит высказывания мудрецов эпохи Мишны от Симона Праведного до Гамлиэля III, сына составителя Мишны Иехуды ха-Наси, за период от начала III века до н. э. до начала III века н. э. Последние три параграфа представляют собой позднейшее добавление, также в большинстве изданий трактата в него добавляется ещё одна глава — «Приобретение Торы» (קניין תורה‎, Киньян Тора). Она представляет собой восьмую главу трактата «Калла» (כלה‎ — «Невеста»), одного из так называемых «малых трактатов» Талмуда, и посвящена не морально-этическим вопросам, а изучению Торы. Трактат «Авот» по древнему (известному с эпохи гаонов) обычаю изучается евреями в период между праздниками Песах и Шавуот, каждую субботу по одной главе; глава «Киньян Тора» таким образом дополняет количество глав трактата до необходимых шести и читается перед праздником Шавуот — праздником Дарования Торы. Название «Пиркей авот» применяется именно к составному тексту из шести глав.
- Глава первая построена по хронологическому принципу, она рассматривает непрерывную передачу Устного закона от Моисея, то есть от момента дарования Торы, до Гиллеля и Шаммая. Цепочка руководителей Синедриона прослеживается вплоть до раббана Шимона бен Гамлиеля из Явне (отца рабби Иехуды ха-Наси), жившего во II в. н. э.
- Глава вторая начинается с высказываний рабби Иехуды ха-Наси и его сына раббана Гамлиэля. С середины второй главы редактор возвращается к Гиллелю, ученику Гиллеля — рабби Иоханану бен Заккаю, и далее к ученикам Иоханана бен Заккая, жившим в I—II веках н. э.
- Главы третья и четвёртая содержат высказывания законоучителей, живших в конце эпохи Второго храма и после его разрушения, вплоть до конца эпохи Мишны, без чёткого хронологического порядка.
- Глава пятая содержит анонимные изречения, структурированные в форме нумерованных списков, например, «Семь качеств у неуча и семь — у учёного…» (5:7).

## Порядок передачи Торы
В первой главе «Пиркей Авот» приводится цепочка передачи знания от момента получения Торы на горе Синай до того времени, когда была записана Мишна.
- Моисей
- Иисус Навин
- Старейшины. Эпоха старейшин или судей (XIII—XI вв. до н. э., по традиционной еврейской хронологии — до IX в. до н. э.) начинается с Гофониила (Суд. 1:13) и завершается священником Илием (1Цар. 1:3).
- Пророки. Эпоха пророков (XI—IV вв. до н. э., по еврейской хронологии — IX—IV в. до н. э.), начиная с Самуила и кончая Аггеем, Захарией и Малахией.
- Мудрецы Великого собрания. Великое собрание ученых, согласно еврейской хронологии, было основано в IV в. до н. э. после возвращения евреев в Израиль из вавилонского изгнания. В него вошли последние из пророков, духовные наставники народа и законоучители.
- Симон Праведный (III в. до н. э.)— последний из мудрецов Великого собрания. Занимал пост первосвященника.
- Антигон Сохейский (III вв. до н. э.).
- Иосе бен Иоэзер из Цереды и Иосе бен Иоханан из Иерусалима, II в. до н. э.
- Иехошуа бен Прахья и Ниттай из Арбеля, II в. до н. э.
- Иехуда бен Табай и Шимон бен Шетах, II—I в. до н. э.
- Шемая и Абталион, I в. до н. э.
- Гиллель и Шаммай, I в. до н. э. — I в. н. э.
- Гамлиэль ха-Закен (Гамалиил Старший) — внук Гиллеля, I в. н. э.
- Раббан Шимон бен Гамлиэль ха-Закен — сын раббана Гамлиэля ха-Закена, I в. н. э.
- Раббан Шимон бен Гамлиэль II — внук Шимона сына рабана Гамлиеля ха-Закена и отец Раби Йегуды ха-Наси, II век н. э..
- Рабби Иехуда ха-Наси — президент Синедриона и составитель Мишны.

## Известные изречения
В трактате «Авот» в краткой форме изложены основные положения иудаизма, поучения философского и этического содержания.

### О любви к ближнему
- На трёх вещах стоит мир: на Торе, на богослужении (в оригинале — многозначное слово עבודה‎, которое означает также «работа», «труд») и на благотворительности (1:2).
- Да будет дом твой открыт на все стороны, и да будут нищие (עניים‎) домочадцы твои (можно понимать двояко: пусть члены твоей семьи будут смиренными, или пусть бедняки будут постоянными гостями в твоём доме, 1:5).
- Принимай всякого человека с приветливым лицом (1:15).
- Он сказал им: пойдите посмотрите, каков добрый путь, которого человек должен держаться? Рабби Элиезер говорит: щедрость (букв. «добрый глаз»); рабби Иехошуа говорит: добрый товарищ; рабби Иосе говорит: добрый сосед; рабби Шимон говорит: предвидеть последствия; рабби Элазар говорит: доброе сердце. Он сказал им: мне кажутся слова Элазара сына Арахова правильнее ваших слов, ибо в его словах заключаются ваши слова (2:9).

### Об уважении к правам другого человека
- Да будет честь ближнего твоего дорога тебе, как твоя собственная (2:10).
- Злой глаз, злые наклонности (יצר הרע‎) и человеконенавистничество изводят человека из мира (2:11).
- Да будет имущество ближнего твоего тебе так же дорого, как твоё собственное (2:12).
- Кто в почёте? тот, кто почитает людей (4:1).

### О сохранении собственного достоинства
- Если не я для себя, кто для меня? Если я [только] для себя, что я? (1:14).
- Каков прямой путь, чтобы избрал его себе человек? — тот, что доставляет честь придерживающемуся его, — честь от людей (2:1).
- И там, где нет людей, старайся быть человеком (2:5).
- Кто приобрёл себе доброе имя, приобрёл для себя (2:7).
- Не будь нечестивым перед самим собой (2:13).

### О стремлении к миру
- Люби мир и преследуй мир (то есть мирные цели), люби людей и приближай их к Торе (1:12).
- Больше благотворительности — больше мира (2:7).

### Об уходе от греха
- Делайте ограду Торе (1:1).
- Удаляйся от дурного соседа, не присоединяйся к нечестивому, и не теряй из виду наказания (1:7).
- Сопоставляй убыток, который ты получишь от исполнения заповеди, с ожидающей тебя наградой за неё, и прибыль, которую ты получишь от греха, с ожидающим тебя за него наказанием. Имей в виду три вещи, и ты не впадёшь в грех: знай, что над тобой: око видящее и ухо слышащее, и что все дела твои записываются в книгу (2:1).

### О скромности
- Люби работу, ненавидь господство и не ищи известности у властей (1:10).
- Ищущий имени лишится имени (1:13).
- Не отделяйся от общества, и не верь себе до дня смерти твоей (2:4).
- Прибавляющий плоти прибавляет тлен; умножающий имущество умножает заботу; умножающий жён умножает ворожбу; умножающий рабынь умножает разврат; умножающий рабов умножает хищения (2:7).
- Если ты выучил много Торы, не хвались, ибо для этого ты создан (2:8).
- Все дела твои да будут во имя Неба (2:12).
- Кто богат? тот, кто довольствуется долей своей (4:1).

### О труде
- Изучение Торы хорошо в соединении с мирской деятельностью (דרך ארץ‎), ибо занятие обеими заставляет забывать грех; а всякое изучение, несопряжённое с работой, в конце концов подвергнется пренебрежению и повлечёт грех (2:2).
- Ограничивай дела свои и занимайся Торой; будь смиренен душой перед всяким (4:10).
- Если нет муки́ — нет Торы, а если нет Торы — нет муки́ (3:17).

### Об осторожности в словах
- Все дни мои я рос среди учёных и не нашёл ничего лучшего для человека, чем молчание;… многословие влечёт грех (1:17).
- Не разговаривай много с женой — разумели собственную жену, тем более это применимо относительно чужой жены (1:5).
- Учёные! будьте осторожны в словах своих, ибо вы можете навлечь на себя изгнание и будете изгнаны в местность, имеющую дурную воду, и ученики ваши, которые последуют за вами, будут пить её и умрут, и таким образом Имя будет осквернено (1:11).
- Говори мало и делай много (1:15).
- Не говори такого, чего слушать нельзя, так как оно когда-нибудь будет услышано (можно понимать также: не говори такого, чего понять нельзя, в надежде, что оно когда-нибудь будет понято, то есть: выражайся ясно; 2:4).

### О необходимости действовать
- Если не теперь, когда же? (1:14)
- Не изучение главное, а исполнение (1:17).
- Не говори «когда удосужусь, выучу», ибо, может быть, ты [никогда] не удосужишься (2:4).
- День короток, работа велика, работники ленивы, плата велика, и Хозяин торопит (2:15).
- На тебе не лежит обязанность кончить работу, но ты не волен освободиться от неё (2:16).

### О награде
- Не будьте как рабы, служащие господину с мыслью получить паёк, но будьте как рабы, служащие господину без мысли получить паёк, и да будет страх Неба на вас (1:3).
- Будь внимателен к лёгкой заповеди (מצוה‎), как к важной, ибо ты не знаешь награды, полагающейся за те или другие заповеди (2:1).

### О наказании
- Кто извлекает пользу из венца, погибнет (1:13).
- Он же, увидев череп, плывший по воде, сказал ему: за то, что ты утопил, тебя утопили, но и утопившие тебя будут утоплены (2:6).

### Об осторожности в суждениях
- Суди всякого в благоприятную сторону (1:6).
- Не суди ближнего своего, пока не будешь в его положении (2:4).

### О судопроизводстве
- Когда тяжущиеся стоят перед тобою, да будут они в глазах твоих как неправые, а когда ушли от тебя, да будут они в глазах твоих как правые, когда приняли на себя приговор (1:8).
- Побольше расспрашивай свидетелей и будь осторожен в словах своих, дабы из них не научились они показывать ложное (1:9).
- Кто избегает суда, тот избавляет себя от вражды, хищения, ложной клятвы (4:7).
- Не суди единолично, ибо единолично судит только Единый (4:8).

### Об отношении к власти
- Все работающие для общества должны работать во имя Неба (то есть бескорыстно), ибо заслуги предков помогают им и праведность предков стоит вечно; вам же я дам великую мзду, как если бы вы работали (2:2).
- Будьте осторожны с властями, ибо они приближают человека только для собственной нужды; они принимают вид друзей, когда им это выгодно, но не заступаются за человека во время стеснения его (2:3).
- Молись о благополучии правительства, ибо, если бы не страх перед ним, один другого поглотил бы живьём (3:2).

### Религиозные воззрения
- Твори Его волю, как свою волю, дабы Он творил твою волю, как свою; подави свою волю пред Его волей, дабы Он подавил волю других пред твоей волей (2:4).
- Обращай внимание (буквально «будь осторожен») на чтение Шма и тефиллы (2:13).
- Всё предвидено, и свобода дана, мир судится добром; принимается во внимание большинство поступков (3:15).
- Всё дано на поруки, и сеть распространена на всё живущее; лавка открыта, продавец даёт в долг, пинакс (πίναξ — дощечка для записей) открыт, рука записывает, кто хочет занять — приходит и занимает, сборщики обходят постоянно каждый день и получают с человека с ведома и без ведома его, и есть у них доказательства, суд — истинен, и всё готово для трапезы (3:16).

## Обычаи, связанные с чтением «Пиркей авот»
По крайней мере со времён Саадии Гаона (X век) было принято изучать по одной главе трактата в неделю в каждую субботу между праздниками Песах и Шавуот. В общинах ашкеназских евреев изучение трактата обычно повторяется в течение всего лета, до праздника Рош ха-Шана, причём в последние две-три недели изучают по две главы трактата, чтобы закончить последний цикл точно перед праздником. Поэтому трактат включён во многие молитвенники перед или после субботней Минхи. Чтение «Пиркей Авот» в послеполуденные часы в субботу связывается с памятью о Моисее, умершем в субботу перед заходом солнца. Возникновение этого обычая также, возможно, объясняется тем, что «Пиркей авот», в котором упор делается на непрерывность традиции Устного закона со времени Моше, был своего рода полемическим ответом караимам, отвергавшим Устный Закон.
Перед началом чтения очередной главы произносят цитату из трактата Санхедрин (10:1): «Весь Израиль имеет удел в будущем мире, ибо сказано (Ис. 60:21): "И народ твой весь будет праведный, на веки наследует землю, — отрасль насаждения Моего, дело рук Моих, к прославлению Моему"».
По окончании чтения главы произносят цитату из трактата Макот (3:16): «Раби Ханания бен Акашья говорит: Святой, благословен Он, захотел сделать Израиля праведным; поэтому Он дал ему множество учений и заповедей, как сказано: «Господу угодно было, ради правды Своей, возвеличить и прославить закон» (Ис. 42:21)».